# Bath and North East Somerset
Bath and North East Somerset (littéralement, « Bath-et-Somerset-du-Nord-Est ») est un territoire relevant d’une autorité locale unique situé dans le comté du Somerset, en Angleterre. Son chef-lieu est Bath.
Les principales localités du comté sont :
- Bath
- Bathampton
- Peasedown
- Keynsham
- Midsomer Norton
- Paulton
- Radstock
- Saltford